# Кућа од карата (мини-серија)
Кућа од карата (енгл. House of Cards) је британска мини-серија са елементима политичког трилера, заснована на истоименом роману Мајкла Добса, бившег шефа кабинета Конзервативне партије. Премијерно је емитована од 18. новембра до 9. децембра 1990. на каналу BBC1.
Прича се фокусира на изненадан и манипулативан успон на власт макијавелистичког шефа парламентарне већине Конзервативне партије, Франсиса Еркарта. Еркарт, који припада десном крилу партије, фрустриран је недостатком унапређења након оставке премијерке Маргарет Тачер и умерене владе која је наследила њену. Он прави пажљиво испланиран и прецизан план да сруши новог премијера и лично га замени, по узору на Шекспировог Ричарда III (кога често цитира). Током ове дуге и немилосрдне завере, његов живот компликује однос са младом новинарком Мети Сторин, коју користи за објављивање поверљивих информација.
Серија је наишла на позитивне реакције гледалаца и критичара, који су нарочито похвалили сценарио, режију и глуму. Сматра се једном од најбољих британских серија икада снимљених. Британски филмски институт ју је 2000. сместио на 84. место листе „100 најбољих британских телевизијских програма”. Кућу од карата прате два телевизијска наставка: To Play the King и The Final Cut. Године 2013, ова мини-серија, као и Добсов роман, послужили су као инспирација за америчку телевизијску адаптацију, смештену у Вашингтону, коју је објавио Netflix.

## Радња
Владајућа Конзервативна партија спрема се да изабере новог лидера. Франсис Еркарт, шеф парламентарне већине у Дому комуна, представља гледаоцима кандидате, пре него што Хенри Колингриџ, министар за заштиту животне средине, изађе као победник. Еркарт презире Колингриџа, који отелотворује успон ниже средње класе током ере Маргарет Тачер. Иако се претвара да га поштује, Еркарт очекује унапређење на високу позицију у кабинету. После општих избора, странка једва успева да задржи власт. Еркарт предлаже реконструкцију кабинета у крајњем десничарском правцу, укључујући сопствено унапређење у министра унутрашњих послова. Међутим, Колингриџ не врши никакве промене, ослањајући се искључиво на савете председника партије, лорда Теодора Билсбороа. Незадовољан, Еркарт одлучује да смени Колингриџа.
Еркарт започиње аферу са Мети Сторин, младом политичком новинарком таблоида The Chronicle, наклоњеног Конзервативној партији. То му омогућава да манипулише Мети и искриви њено извештавање у сопствену корист. Други пијун у његовој игри је Роџер О’Нил, страначки саветник за односе с јавношћу, завистан од кокаина, кога Еркарт уцењује да пусти у јавност поверљиве планове о смањењу буџета, чиме понижава Колингриџа током заседања парламента. Касније, Еркарт окривљује Билсбороа за цурење резултата анкете која показује пад популарности Конзервативаца, што доводи до тога да Колингриџ отпусти Билсбороа.
Док се Колингриџев углед урушава, Еркарт охрабрује Патрика Вултона, простог и развратног министра спољних послова, као и власника The Chronicle-а, Бенџамина Лендлеса, да подрже смену премијера. Истовремено се лажно представља као Колингриџев брат алкохоличар како би трговао акцијама и профитирао од поверљивих владиних информација. Колингриџ је лажно оптужен за трговину са инсајдерским информацијама и подноси оставку делом да би спасио образ, а делом да би се побринуо за брата чије се здравље погоршало због осећаја кривице.
У предстојећој трци за лидерску позицију, Еркарт се претвара да није заинтересован за кандидатуру пре него што је најави. Осигурава да његови противници одустану од трке: министар здравља Питер Макензи случајно прегази једног демонстранта током протеста који је Еркарт организовао, док се министар образовања Харолд Ерл повлачи из трке због уцене, када му Еркарт анонимно пошаље фотографије на којима се Ерл види са мушком проститутком.
У првом кругу гласања пролазе Еркарт, Вултон и Мајкл Самјуелс, умерени министар за заштиту животне средине. Еркарт уклања Вултона сложеном завером: током страначке конференције, притиска О’Нила да убеди своју љубавницу Пени Гај да спава с Вултоном у његовој хотелској соби, што Еркарт потајно снима. Снимак открива како Вултон игнорише Пенино одбијање, што делује као силовање. Када је снимак послат Вултону, он претпоставља да Самјуелс стоји иза завере и обећава своју подршку Еркарту. Истовремено, Самјуелс одустаје од кандидатуре када таблоиди открију његову подршку левичарским идејама током студентских дана.
Мети почиње да примећује контрадикције у оптужбама против Колингриџа и његовог брата, истовремено се заљубљујући у Еркарта, због чега не види његову могућу умешаност. По Еркартовом налогу, О’Нил оштећује њен аутомобил и баца циглу са претећом поруком кроз њен прозор. О’Нил све нелагодније чини оно што му Еркарт налаже, а његова зависност додатно погоршава његову стабилност. Када прети да ће све открити полицији, Еркарт га позива у своју кућу у Хемпширу, где му обећава титулу витеза. Тамо, О’Нил се напије и изгуби свест. Еркарт меша његов кокаин са отровом за пацове, што узрокује О’Нилову смрт након што узме кокаин на оближњој бензинској станици.
Метин колега, Џон Крајевски, тврди да је Еркарт једини који је имао мотив, средство и прилику. Схватајући да је Еркарт као шеф парламентарне већине вешто користио осетљиве информације за уцену, Мети закључује да је он одговоран за О’Нилову смрт и пад својих ривала. Суочава се с њим на кровној тераси Вестминстерске палате, тражећи да призна убиство Роџера О’Нила. Он признаје све, а затим је баца са крова. Мети пада на кров комбија паркираног испод. Невиђена особа узима диктафон који је користила за снимање разговора с Еркартом. Еркарт побеђује Самјуелса у другом кругу гласања и одлази у Бакингемску палату, где ће га краљица потврдити као новог премијера.

## Улоге
| Глумац            | Улога                |
| ----------------- | -------------------- |
| Ијан Ричардсон    | Франсис Еркарт       |
| Сузана Харкер     | Мети Сторин          |
| Мајлс Андерсон    | Роџер О’Нил          |
| Алфонсија Емануел | Пени Гај             |
| Малколм Тирни     | Патрик Вултон        |
| Дајана Флечер     | Елизабет Еркарт      |
| Колин Џивонс      | Тим Стампер          |
| Дејмијен Томас    | Мајкл Самјуелс       |
| Вилијам Чаб       | Џон Крајевски        |
| Кристофер Овен    | Питер Макензи        |
| Кенет Гилберт     | Харолд Ерл           |
| Дејвид Лајон      | Хенри Колингриџ      |
| Кени Ајерланд     | Бенџамин Лендлес     |
| Џејмс Вилијерс    | Чарлс Колингриџ      |
| Изабела Ејмис     | Ен Колингриџ         |
| Џон Хартли        | Гревил Престон       |
| Николас Селби     | лорд Теодор Билсборо |

## Разлике у односу на роман
У првој верзији романа, али не у мини-серији:
- Франсис Еркарт никада не разговара директно са читаоцем; његов лик је написан искључиво у перспективи трећег лица.
- Кад је сам, Еркарт је много мање самоуверен и одлучан.
- Мети Сторин ради за The Daily Telegraph, док у серији ради за измишљени The Chronicle.
- Мети не започиње аферу са Еркартом; чак и не разговара с њим често. Она, међутим, има сексуалну везу са Џоном Крајевским.
- Еркартова супруга се зове Миранда и она је споредан лик који не учествује у његовим плановима. У каснија два романа, међутим, она се зове Елизабет и игра значајнију улогу, као и у серији.
- Конференција Конзервативне странке се одржава у Борнмуту, док се у серији одржава у Брајтону.
- Тим Стампер, споредни лик у серији, не појављује се у роману.
- Ерлов жиголо се појављује лично током важног Ерловог говора, одвлачећи му пажњу; касније, Ерла малтретирају новинари којима је речено за његову индискрецију.
- Еркарт се баца са кровне терасе парламента, док Мети преживљава.

Добс је 2013. преправио делове књиге како би је ускладио са телевизијском адаптацијом и вратио континуитет међу три романа. У овој верзији:
- Еркарт убија Мети, бацајући је са зграде, након што она открије да зна за његова дела.
- Мети не узвикује „Тата!” током пада.
- Еркарт прикрива Метино убиство тврдећи да је она била опседнута прогонитељка са менталним проблемима и обећава да ће ментално здравље младих бити његов приоритет на месту премијера.
- Мети ради за The Chronicle, као и у серији.
- Име Еркартове супруге је промењено из Миранда у Мортима.
- Еркарт се обраћа публици у виду епиграфа на почетку сваког поглавља.